# Der Brief (Wolfgang Hilbig)
Der Brief ist eine Erzählung von Wolfgang Hilbig, die 1981 entstand und 1985 im zweiten Prosaband des Autors in Frankfurt am Main erschien.
Anfang der 1950er Jahre: Ein verbitterter Wolfgang Hilbig – sich hinter seinem Ich-Erzähler versteckend – stellt einige der Missstände in der jungen DDR an den Pranger. Sein Ich-Erzähler, sich selbst auf der Spur, fühlt sich ein Vierteljahrhundert später im Ostberlin des Jahres 1978 beobachtet. Stevensons Schauergeschichte vom seltsamen Fall des Dr. Jekyll und Mr. Hyde wird als Vorbild für den vielschichtigen Text angesehen.

## Inhalt
Nach dem ersten oberflächlichen Durchlesen des Textes bleiben der kriminalistische und der gesellschaftskritische Aspekt in Erinnerung.

### Kriminalfall
Eine bequeme Lesart des Textes wäre: Der Ich-Erzähler, ein „Arbeiterschriftsteller“ und übler Totschläger, hat allen Grund, dem Leser seinen Namen zu verheimlichen. Denn er hat die zierliche, völlig unschuldige Briefträgerin Kora Lippold erschlagen.
Dieser Schriftsteller wohnt um das Jahr 1978 im vierten Stock eines Ostberliner Hauses mit einer immer einmal eifersüchtigen Frau zusammen. Einer Verletzung wegen – er hat sich den Dorn einer Gürtelschnalle in den Ballen der rechten Hand gestoßen – bittet er die Frau um Mitarbeit. Gefällig tippt sie Teile seines unfertigen Manuskripts in die Maschine. Darauf kommt es zum Zerwürfnis zwischen den beiden. Der Schriftsteller zieht ins Parterre des Hauses. Die Verletzung hat er sich bei der Tat zugezogen, als er die Briefträgerin am Lederband ihrer Posttasche ins Innere seiner Parterrewohnung gezogen und mit einer Flasche erschlagen hatte.
Der Täter muss über seine Tat reden. So schiebt er diese einem imaginären Doppelgänger C. Lippold in die Schuhe. C. Lippold ist ebenfalls Schriftsteller und stammt, ebenso wie der Ich-Erzähler, aus M.
Beide Herren sind „proletarische Typen“ und restaurieren unabhängig voneinander jeweils einen alten Kachelofen. C. Lippold hatte, ebenso wie der Ich-Erzähler, den Titel gebenden Brief irrsinnigen Inhalts an sich selbst geschrieben und die Post um persönliche Übergabe ersucht. Denn Original wie Double waren in die schöne Briefträgerin Kora Lippold verliebt gewesen. Die ehemalige Lebenspartnerin des Ich-Erzählers, jene anonyme Frau aus dem vierten Stock, war also zu Recht auf die Postbotin zu deren Lebzeiten eifersüchtig gewesen. Die schöne Postbotin hatte den Brief nicht ausgetragen. Dafür war sie vom Ich-Erzähler, der seine Überwacher überall vermutet – auch bei der Post – erschlagen worden.
Wolfgang Hilbig lässt seinen Ich-Erzähler schreiben: „Zur Aufbesserung aller möglichen Ungereimtheiten habe ich...“. Der Ungereimtheiten sind einige. Zum Beispiel stimmt der Tathergang, rein chronologisch gesehen, nicht: Dem Leser wird erzählt, nachdem die eifersüchtige Frau aus dem vierten Stock das Manuskript getippt hat, zieht der Schriftsteller ins Parterre. Sie hatte getippt, weil er seiner Hand wegen schlecht tippen konnte. Aber die Hand hatte er sich doch erst nach dem Auszug ins Parterre verletzt. Fürwahr, eine Kriminalerzählung ist der Text nicht. Die „Kriminalhandlung“ ist weiter nichts als ein Gag; ein Spaß. Ernst macht Wolfgang Hilbig im Text, wenn er weniger erzählt, sondern vielmehr ergrimmt gegen die Machtverhältnisse in der DDR polemisiert:

### Gesellschaftskritik
Um 1978 in Ostberlin: Der „kleine literarische Briefverkehr“ des Ich-Erzählers wird anscheinend überwacht. Dieser Skribent äußert: „...ein Polizeibeamter, der unlängst meine Person observierte, ohne mein Wissen auftragsgemäß die Bewohner des Hauses über mich ausfragte,...“ Dies bleibt im Zusammenhang mit einer Einladung zu einer Arbeiterschriftstellerkonfernz im Auslande eine Episode. Apropos Überwachung: C. Lippold fürchtet „die Aufmerksamkeit der Behörden“ und hat deshalb seinen Namen gewechselt; versteckt sich hinter dem „jüdischen Geld-Lippold“, der seit Jahrhunderten nicht mehr dort wohnt.
Eindringlicher werden die Zustände im geteilten Deutschland, insbesondere in der DDR zu Anfang der 1950er Jahre, am Beispiel der Kleinstadt M. als inakzeptabel gebrandmarkt. Der Ich-Erzähler, seinerzeit zehnjährig, vermutet, er sei kein Wunschkind gewesen, sorgt sich aber rührend um seine alleinerziehende Mutter. Mehr aus blindem Gehorsam als aus innerer Einsicht ist die Frau der Partei beigetreten und hat sich von letzterer als Verkaufstellenleiterin in einen elenden Dorfkonsum delegieren lassen. Der Junge muss die Mutter aus dem reichlich drei Kilometer von M. entfernten Dorf H. in der finsteren Jahreszeit im Dunkeln abholen. Angst vor den „Sprungfedermännern“ (eine RIAS-Ente aus dem Kalten Krieg) grassiert. Diese drahtigen, versprengten SS-Überbleibsel sollen tags in den Braunkohlenschächten unter Tage um M. herum hausen, im Finstern aus ihren Löchern kriechen, bis zu zwei Meter hoch sowie ziemlich weit springen und besonders junge Frauen aufschlitzen. Der Zehnjährige kennt die Gerüchteküche, holt die Mutter immer brav ab, schenkt der arglosen Frau aber besser keinen reinen Wein ein. Der mürrische Großvater mütterlicherseits daheim in M. kann kein Verständnis für das „unterwürfige Taumeln“ seiner Tochter aufbringen. Er stellte sich nicht den ganzen Tag winters in einen nicht heizbaren Dorfkonsum. Überhaupt sind die spätabendlichen Fahrten des Jungen mit dem Fahrrad von M. nach H. kreuzgefährlich. Ersatzteile für die ausfallende Fahrradbeleuchtung gibt es nicht zu kaufen und die übenden Panzerbesatzungen der Russen kommen mitunter näher an die verlassene Nebenstraße heran. Der Finger wird auf die Wunden gelegt. Die Baracken um M. kommen zur Sprache. Darin waren zur NS-Zeit die Gefangenen (Arbeiter in M.) und danach die „Umsiedler aus den Ostgebieten“ eingepfercht.
Es geht nicht nur um die Mutter in M. und um die gesamtdeutschen Kriegswunden. Der Ich-Erzähler wälzt daneben weitreichende kulturpolitische Probleme; geißelt neue Formen des alten Proletkults und kann das Herumreiten der Oberen auf einer ihrer Grundfragen zur Menschenbeurteilung nur schwer verstehen: Gehört die fragliche Person der Arbeiterklasse an? Der Erzähler rechnet sich einfach dazu, obwohl er die damals gerade für jene Kategorisierung sehr maßgebliche soziale Herkunft des Vaters verschweigt. Immerhin stand der Ich-Erzähler nach seiner Lehre als Heizer in der Maschinenfabrik M. „im Drei-Schicht-System an der Maschine“. Allerdings war er sodann inhaftiert gewesen. Die näheren Umstände werden verschwiegen.

## Form
Der Ich-Erzähler spricht den Leser an: „Sie ahnen wohl spätestens jetzt,...“ In einigen Erzählmomenten fällt Wolfgang Hilbig mit seinen langen Sätzen auch noch in einen pathetischen Ton. Zur Passage – oben mit RIAS-Ente umschrieben: Der Arbeiterschriftsteller erzählt nicht objektiv, sondern wurde entweder von den damals in den Medien omnipräsenten DDR-Ideologen sprachlich infiltriert oder es ist seine Art feinen Spotts, wenn er jene Ente „die Greuelmärchen des amerikanischen Lügensenders RIAS“ nennt. In den soeben aufgemachten Topf gehören auch solche nicht zutreffenden Werturteile wie die „stinkreiche Neubauernbevölkerung“. Mancher anno 1981 hingeschriebene Satz befremdet im 21. Jahrhundert: „Es gab verhältnismäßig viele Undeutsche... in unserer Straße, Tschechen, Polen, Kroaten...“
Der Ich-Erzähler studiert Kafkas Kinder auf der Landstraße, philosophiert über Edgar Allan Poes Ligeia, Eleonora sowie Annabel Lee, Stevensons Der Pavillon auf den Dünen und ausgewählte Originalskripte Byrons. Ein bekannter Autor ist der plebejische Ich-Erzähler, der weitgehend wirkungslose Texte, seinem Idol Edgar Allan Poe nacheifernd, verfasst hat, jedenfalls nicht.
Der aufmerkende Leser ist bei dem streckenweise sperrigen Text jederzeit gefragt. Sobald der Erzähler von der Ich- in die Er-Form wechselt, wird von seinem Double C. Lippold erzählt. Und die wörtliche Rede wird nicht durch übliche Anführungszeichen markiert. Glücklicherweise kündigt der Gedankenstrich bei der Wechselrede den anderen Dialogpartner an.
Der normale Leser muss den Ich-Erzähler als nicht ganz bei Sinnen einstufen. Eines seiner Denkresultate lautet nämlich: Vermutlich heißen fast alle in Berlin Lippold.
Überhaupt durchzieht hintergründiger Humor den Text: Der Ich-Erzähler, der sich des Totschlags wegen als C. Lippold ausgeben möchte, nivelliert auch die Stilunterschiede seiner Texte mit denen C. Lippolds. Das geht ganz leicht bei dem „Einheitsstil aller zeitgenössischer Prosa“. Selbst in diesem humorigen Sinne entzieht sich die Erzählung jeglicher Einordnung in irgendeines der gebräuchlichen literarischen Schubfächer. Dazu passt der unterschwellig Heiterkeit erregende „selbstreferentielle Zirkel“; das Alter Ego C. Lippold distanziert sich mitunter pikiert von den Selbsterlebensbeschreibungen seines Ich-Erzählers.
Jedenfalls sollte jeder Leser für sich entscheiden, inwieweit er dem Ich-Erzähler Glauben schenken darf. In der unten aufgeführten Erstausgabe folgt Der Brief auf Beschreibung II. Der Schlusssatz im letztgenannten Text kündigt den folgenden Brief an, den „der Wahnsinn... aus dem Zwielicht schreibt“. Darauf könnte Martin Lüdke angespielt haben, als er am 8. Juli 1985 seine Rezension (siehe unten unter Rezeption) im Spiegel publizierte.

## Rezeption
Äußerungen nach dem Erscheinen
- 27. April 1985, Jörg Bernhard Bilke im Rheinischen Merkur: Gesellschaft bietet nur der eigene Schatten.[22]
- 8. Juli 1985, Martin Lüdke im Spiegel: Aus dem Bewußtsein meiner Magengrube.[23]
- 8. November 1985, Wolfgang Hegewald in der Zeit: Die Verschwörung namens Wirklichkeit. Wolfgang Hilbig: „Der Brief“[24]

Andere Äußerungen
Der tiefer schürfende Leser entdeckt freilich mehr als oben unter Inhalt skizzierte zwei Aspekte:
Phantastik
- Bordaux geht auf das Phantastische im Text ein, wie es in Gestalt der Sprungfedermänner, dieser Ausgeburt der „Kollektivphantasie“[25], als Angst vor einer automatisierten Welt, als Gefühl der Ohnmacht vor der Weltgeschichte und als Angst vor dem Alleinsein offenbar wird.[26]

Literarizität
- Der schriftstellernde Ich-Erzähler wolle, in der beabsichtigten Näherung an die Wahrheit, letztere nicht platt widerspiegeln.[27] Das Schreiben sei auch der Versuch des Schriftstellers, sein Scheitern auszuhalten.[28]
- Sauerland kommentiert die beiden Kachelofen-Passagen: Die oben erwähnte Überwachung des Schriftstellers durch den Staat könne den Schreibprozess zum Erliegen bringen.[29] Erfolgloses Schreiben könne durch Umsatteln auf andere Steckenpferde bewältigt werden – zum Beispiel durch die Restauration eines alten Kachelofens.[30]
- Wolfgang Hilbig ziele ins „Zentrum der [DDR-]Staatsdoktrin“, wenn er konstatiere, Arbeiter und Schriftsteller hätten „etwas miteinander Unvereinbares“.[31]
- Das weltabgewandt Einsiedlerische des Ich-Erzählers erinnert Loescher[32] an Benns Radardenker[33] sowie an seinen Ptolemäer[34]. Die „Beschreibung der eigenen Verwirrung“[35] des Erzählers, dieser „versprengten Existenz“, gerate zum Spuk.[36]

Konkrete Poesie
- Zwar liegt ein Prosatext vor, doch der Autor nutzt, ebenso wie in der Konkreten Poesie, Sprachstrukturen und funktionale Abhängigkeiten von Sprachbestandteilen zu sprachlichen Experimenten[37]. In der ausführlicheren Darlegung seiner erzähltheoretischen Gedankengänge umschreibt Steiner mit der Überschrift Der Erzähler als Sphinx[38] den Textcharakter treffend mit einem Wort. Der Erzähler, diese Sphinx, ist nicht zu fassen. Wenn zum Beispiel ein Interpret behauptet, C. Lippold sei „nichts anderes als eine Selbstbeschreibung des Ich-Erzählers“[39], so lässt sich darüber streiten. Steiner möchte den Text „als Manifestation der Struktur des sich selbst beobachtenden Erzählers auffassen“[40]. Der Narzissmus des Ich-Erzählers ende in einer Sackgasse.[41] Die Gestalt des eigenen Selbst zerfließe. Es scheine, als wüssten Wolfgang Hilbig und der Leser stets mehr als der Erzähler.[42]

### Textausgaben
- Wolfgang Hilbig: Der Brief. Drei Erzählungen (Beschreibung II. Der Brief. Die Angst vor Beethoven). S. Fischer Taschenbuch (Collection S. Fischer Bd. 42), Frankfurt am Main 1985, ISBN 3-596-22342-3. 233 Seiten (Erstausgabe).
- Wolfgang Hilbig: Der Brief. S. 191–260 in Jörg Bong (Hrsg.), Jürgen Hosemann (Hrsg.), Oliver Vogel (Hrsg.): Wolfgang Hilbig. Werke. Band Erzählungen und Kurzprosa. Mit einem Nachwort von Katja Lange-Müller. S. Fischer, Frankfurt am Main 2009, ISBN 978-3-10-033642-2.[A 9]

### Sekundärliteratur
- Karol Sauerland: Schreiben gegen Zumutungen. S. 44–51 in Heinz Ludwig Arnold (Hrsg.): Text+Kritik. Heft 123. Wolfgang Hilbig. München 1994, ISBN 3-88377-470-7
- Jan Strümpel: Bibliographie zu Wolfgang Hilbig. S. 93–97 in Heinz Ludwig Arnold (Hrsg.): Text+Kritik. Heft 123. Wolfgang Hilbig. München 1994, ISBN 3-88377-470-7
- Genia Schulz: Postscriptum. Zum Erzählband „Der Brief“. S. 141–150 in Uwe Wittstock (Hrsg.): Wolfgang Hilbig. Materialien zu Leben und Werk. Fischer Taschenbuch Verlag, Frankfurt am Main 1994, ISBN 3-596-12253-8
- Gabriele Eckart: Sprachtraumata in den Texten Wolfgang Hilbigs. in Richard Zipser (Hrsg.): DDR-Studien, Bd. 10. Peter Lang, Frankfurt am Main 1996, ISBN 0-8204-2645-8
- Bärbel Heising: „Briefe voller Zitate aus dem Vergessen“. Intertextualität im Werk Wolfgang Hilbigs. In: Bochumer Schriften zur deutschen Literatur, Bd. 48, (Martin Bollacher (Hrsg.), Hans-Georg Kemper (Hrsg.), Uwe-K. Ketelsen (Hrsg.), Paul Gerhard Klussmann (Hrsg.)) Peter Lang, Frankfurt am Main 1996 (Diss. Bochum 1995), ISBN 3-631-49677-X
- Sylvie Marie Bordaux: Literatur als Subversion. Eine Untersuchung des Prosawerkes von Wolfgang Hilbig. Cuvillier, Göttingen 2000 (Diss. Berlin 2000), ISBN 3-89712-859-4
- Jens Loescher: Mythos, Macht und Kellersprache. Wolfgang Hilbigs Prosa im Spiegel der Nachwende. Editions Rodopi B.V., Amsterdam 2003 (Diss. Berlin 2002), ISBN 90-420-0864-4
- André Steiner: Das narrative Selbst – Studien zum Erzählwerk Wolfgang Hilbigs. Erzählungen 1979–1991. Romane 1989–2000. S. 143–180: Der Brief (1981) – Der Erzähler als Sphinx. Peter Lang, Frankfurt am Main 2008 (Diss. Bremen 2007), ISBN 978-3-631-57960-2
- Ingo Schulze: „Erzähle, sage ich mir, sonst wird alles ins Vergessen taumeln.“ Nachwort auf S. 283–346 in Wolfgang Hilbig: Werke. Erzählungen: Die Weiber. Alte Abdeckerei. Die Kunde von den Bäumen. Jörg Bong (Hrsg.), Jürgen Hosemann (Hrsg.), Oliver Vogel (Hrsg.). S. Fischer, Frankfurt am Main 2010, ISBN 978-3-10-033843-3
- Birgit Dahlke: Wolfgang Hilbig. Meteore Bd. 8. Wehrhahn Verlag, Hannover 2011, ISBN 978-3-86525-238-8